# داشاغیل پایین
داشاغیل پایین (به لاتین: Aşağı Daşağıl) یک منطقه مسکونی در جمهوری آذربایجان است که در شهرستان شکی واقع شده است. داشاغیل پایین ۵۴۵ نفر جمعیت دارد.